# 移动技术
移动技术 是指與蜂窝网络有關的技术。自21世纪初以来，在移动技术的影響下，一个标准的移动设备已经从简单的双向傳呼機变成了移动电话、全球定位系统导航设备、内嵌有网络浏览器和即时通讯客户端的設備以及掌上遊戲機。计算机技术的未来在于无线网络下的移动计算。人們通过智能手机和平板电脑进行移动计算的方式正变得越来越流行。智能手机和平板电脑可以在3G和4G网络上使用。